# Irmelin Lebeer-Hossmann

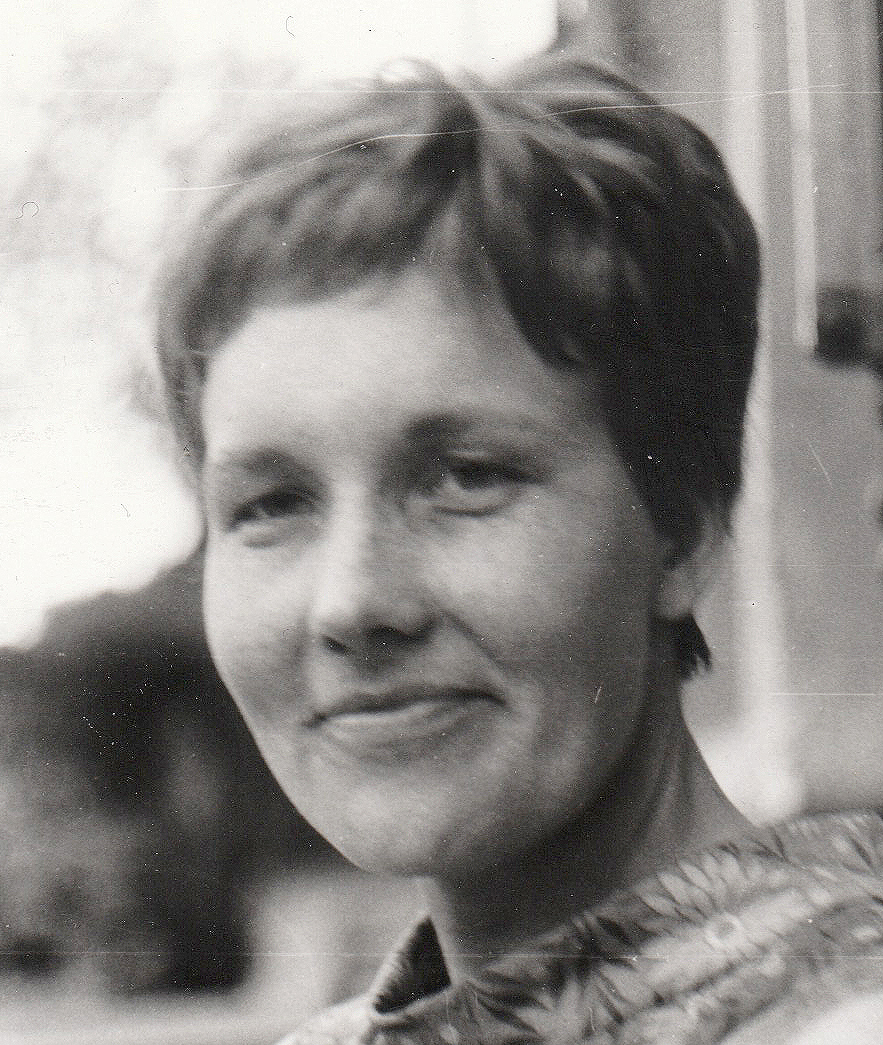
Irmelin Lebeer-Hossmann (1956)

Irmelin Lebeer-Hossmann, geborene Hossmann, auch Irmeline Lebeer (* 1934 in Breslau), ist eine in Belgien lebende deutsche Journalistin und Verlegerin mit einem Schwerpunkt in der zeitgenössischen Kunst. Bekannt ist sie vor allem für ihre Interviews mit Künstlerinnen und Künstlern der 1960er bis 1980er Jahre. 1969/1970 war sie Mitbegründerin der Édition Lebeer Hossmann Brüssel Hamburg, die sich auf die damals neuen Medien Künstlerbuch, Künstlerschallplatte und Multiple spezialisierte. Sie war fünf Jahre Redaktionsmitglied des französischen Kunstmagazins Chroniques de l’art vivant.

## Leben
Nachdem Irmelin Hossmann 1950 am Kaiserin-Auguste-Gymnasium in Celle das Abitur bestanden hatte, studierte sie Rechtswissenschaften in Göttingen, Freiburg und Paris. Promoviert wurde sie an der Sorbonne in internationalem öffentlichen Recht. Sie verfasste eine Dissertation mit dem Titel Le régime des équivalences dans la future Europe (deutsch Die Äquivalenzregelung im zukünftigen Europa).
Nach ihrem Studium begann Irmelin Hossmann als Journalistin und Übersetzerin zu arbeiten. Sie entwickelte ein besonderes Interesse an Postkolonialismus und Afrikanischer Kunst und Literatur. 1959 lernte sie den belgischen Journalisten Paul Lebeer kennen, der in den 1960er Jahren in Paris zu Fragen afrikanischer Kunst und Kritik an der westlichen Zivilisation in den Zeitschriften Réalités und Jeune Afrique veröffentlichte. Sie begann mit ihm an verschiedenen Projekten zu arbeiten und veröffentlichte Artikel in der von ihm herausgegebenen Zeitschrift Afrique. 1964 heiratete sie ihn und nahm den Doppelnamen Lebeer-Hossmann an. Das Paar zog 1968 nach Brüssel, wo es 1969/1970 zusammen mit Herbert Hossmann die Édition Lebeer Hossmann Brüssel Hamburg begründete.
Irmelin Lebeer-Hossmann lebt in Brüssel.

## Édition Lebeer Hossmann
In dem Gespräch mit der französischen Kunsthistorikerin und Expertin für Künstlerpublikationen Anne Moeglin-Delcroix erzählt Irmelin Lebeer-Hossmann die Geschichte des Verlags. Anstoß zur Gründung lieferte die von Harald Szeemann 1970 kuratierte Ausstellung happening & fluxus im Kölner Kunstverein, die den Schwerpunkt der Édition auf Fluxus-Kunst lange Zeit bestimmen sollte. Im Rahmen ihrer journalistischen Tätigkeit bei Chroniques de l‘art vivant führte Irmelin Lebeer-Hossmann regelmäßig ausführliche Künstlerinterviews durch; aus diesen Kontakten entwickelte sich oftmals die weitere Zusammenarbeit für die Édition wie mit Robert Filliou, George Brecht, Christian Boltanski. Weitere Künstlerinnen und Künstler des Verlags waren Marcel Broodthaers, Nam June Paik, Annette Messager, Lawrence Weiner, Hanne Darboven.
Aus den anfänglich als niedrigpreisig konzipierten experimentellen Arbeiten der Édition wurden teilweise Klassiker der Fluxus-Bewegung, wie zum Beispiel das Künstlerbuch Water-Yam von George Brecht, neuaufgelegt von der Édition Lebeer Hossmann im Jahr 1986 oder der Broodthaers Atlas. Die Editionen sind in Sammlungen wie der Bibliotheque Kandinsky im Centre Pompidou Paris, im Centre des livres d'artistes in Saint-Yneix-la-Perche, in der Herbert Foundation in Gent, der Sammlung Steffen Missmahl in Köln und dem Weserburg Museum für moderne Kunst in Bremen vertreten und werden regelmäßig gezeigt.
Die Arbeit der Édition Lebeer Hossmann wurde 2024 offiziell eingestellt.

## Chroniques de L’Art Vivant
Die 1968 von dem Sammler und Kunsthändler Aimé Maeght in Paris gegründeten und ab 1969 von Jean Clair herausgegebenen Chroniques de l’art vivant gälten, so die am Centre Marc Bloch beschäftigte Kunsthistorikerin Julie Sissia, „bis zu ihrer letzten Ausgabe 1975“ als „eine der profiliertesten Zeitschriften über das internationale zeitgenössische Kunstschaffen.“ 1970 wurde mit einem Sonderheft Deutschland über die Entwicklungen der deutschen Kunstszene seit den 1960er-Jahren berichtet. Ab der Ausgabe Nummer 10 veröffentlichte Imelin Lebeer-Hossmann regelmäßig als Teil des Redaktionsteams Artikel und Interviews unter dem Namen Irmeline Lebeer. Laut Julie Sissia verdanke die Zeitschrift Irmelin Lebeer-Hossmann die meisten Hintergrundartikel zu deutschen Künstlerinnen und Künstlern. Ihr eingehender Dialog mit Deutschland durch Interviews mit Akteuren der Kunstwelt, vor allem aus der Performance- oder Konzeptkunst, darunter die Fluxus-Bewegung, habe nachhaltig die Sicht Frankreichs auf die deutsche Kunstszene verändert.
Ab den 1980er Jahren schrieb Irmelin Lebeer-Hossmann auch für andere Zeitschriften zur zeitgenössischen Kunst, darunter für Art Press und die Cahiers du Musée national d’Art moderne.

## Publikationen (Auswahl)

### Übersetzungen
- Jean Grimod: Madame Madame. Radiosendung, Regie: Werner Oehlschläger. Übersetzt von Irmelin Lebeer, Erstsendung vom 3. August 1970, RIAS 2.
- Catherine de Croes, Uwe M. Schneede, Kunstverein und Kunsthaus Hamburg (Hrsg.): René Magritte und der Surrealismus in Belgien. Éditions Lebeer Hossmann, Brüssel 1982.
- Sigfried Giedion: Temps, Espace, Architecture. Übersetzt von Irmeline Lebeer und Françoise-Marie Rosse. Editions Denoël, Paris 1990, ISBN 978-2-207-23752-6.

### Interviews
- Irmelin Hossmann: Entretien avec Camara Laye. In: Magazin Afrique. Nummer 26, Paris 1963, S. 54–57.
- Irmelin Hossmann: Guermaz Abdelkader. In: Revue Africaine. Constantine, Paris 1966 (online).
- Entretien avec Roger Honorat, peintre algérien. Numéro spécial: Entretien. In: Magazin Afrique, Paris, Nummer: 61, 1966, S. 33–36.
- Documenta Cassel exclusif, Interview mit Harald Szeemann. In: Chroniques de l’art vivant. Paris 1971, S. 1 und 4–7.
- Le musée ouvert – une experience pilote. Interview mit Hans Peter Althaus. In: Chroniques de l’art vivant, no. 24, Paris 1971, S. 9–11.
- Dialecticien de l'Ephemère, Interview mit Christo. In: Chroniques de l’art vivant. Nummer 34, Paris 1972, S. 14–17.
- Interview mit Jan Dibbets. In: Chroniques de l’art vivant, no. 31, Paris 1972, S. 10–12.
- Le réalisme relativiste. Entretien avec Jan Leering [Der relativistische Realismus. Gespräch mit Jan Leering], in Chroniques de l’art vivant, no. 30, Paris 1972, S. 8–9.
- Le rouge aussi bien que le vert aussi bien que le jaune. Interview mit Lawrence Weiner. In: Chroniques de l’art vivant, no. 45, Paris 1973, S. 6–8.
- Man Ray Fautographe, Interview mit Man Ray. In: Chroniques de l’art vivant, no. 44, Paris 1973, S. 24.
- Moi, Ben, je suis le plus grand artiste anonyme. Interview with Ben Vautier, Chroniques de l'art vivant, no. 42, Paris 1973, S. 7–11.
- Le corps matériau perceptuel. Interview mit Dan Graham. In: Choniques de l’art vivant, no. 41, Paris 1973, S. 12–14.
- Le corps de l’œuvre es l’œuvre de corps. Interview mit Dennis Oppenheim. In: Choniques de l’art vivant, no. 40, Paris 1973, S. 13–15.
- Interview mit Carl Andre. In: Chroniques de l’art vivant, no. 50, März, Paris 1974, S. 11–13.
- Bruno Munari - Qu'est-ce qu'un fricomacer, entretien avec Irmeline Lebeer, Chroniques de l'Art Vivant, no. 53, Paris 1974
- Marcel Duchamp n'a pas pensé à la video. Interview mit Nam June Paik. In: Chroniques de l’art vivant, no. 55, Paris 1975, S. 30–33.
- Auszug aus einem unveröffentlichten Interview mit Gina Pane, 1975. Gina-Pane-Archiv, Paris.[16]
- Bruxelles, le chaos, entretien avec Maurice Culot. In: Chroniques de l'Art Vivant, no. 56, Ferce sur Sarthe, France 1975.
- Interview mit Louis Carré. In: Esa Laaksonen und Asdis Olafsdottir (Hrsg.): alvar aalto.architect. maison luois carré 1956–1963. Jyväskylä: Alvar aalto Foundation, Helsinki 1977, ISBN 978-952-5498-06-6.
- mit Michael Schwarz: Leisgen/Leisgen. In: Kunstforum International. Band 28: Künstlerehen. Köln 1978, S. 124–144 (online).
- Eugène Leroy: Peinture, lentille du monde, Jean Clair, In: Editions Lebeer Hossmann, Brüssel 1979.
- Joseph Beuys thérapeute. In: Périodique. Art Press, no 42, Paris 1980, S. 4–5.
- Jʼai envie dʼ échapper à la forme définitive. In: Editions Lebeer Hossmann, Biennale von Venedig, Belgischer Pavillon, Marthe Wéry, Peinture, Venise 82, Brussels, 1982. S. 1–11.
- Marthe Wéry, in: Sao Paulo, Biënnale von Sao Paulo. Jo Delahaut, Jacques Charlier, Jörg Madlener, Didier Vermeiren, Marthe Wéry, 1985, S. 66–77.
- Das Jahr auf Symi. Interview mit Daniel Spoerri. In: Du. Zeitschrift für Kultur. 1989, S. 50–55.
- Astronomie populaire. Interview mit Jean-Michel Alberola. In: Éditions Maeght: Astronomie populaire. Ausstellungskatalog Musée des Beaux-Arts de Nîmes, Paris 1990, ISBN 2-86941-103-0.
- Dieter Roth. Interview von Irmelin Lebeer-Hossmann, 1976. In: Elke Bippus, Michael Glasmeier (Hrsg.): Künstler in der Lehre. Texte von Ad Reinhardt bis Ulrike Grossarth (= Fundus. Band 151). Philo Fine Arts, Hamburg 2007, ISBN 978-3-86572-411-3, S. 145–162.
- Interview mit Bernard Frize. In: Aplat, Katalog der gleichnamigen Ausstellung. Paris: Musée d'Art Moderne de la Ville de Paris, 2003.
- Interview mit Dieter Roth (zweiteilig). In: Barbara Wien (Hrsg.): Gesammelte Interviews. Edition Hansjörg Mayer, London 2002, ISBN 3-9806837-3-7, S. 9–160.
- Interview mit Dieter Roth (two-part). In: Barbara Wien (Hrsg.): Collected Interviews, Edition Hansjörg Mayer, London 2019, ISBN 978-0-500-97096-6, S. 9–136.

### Artikel in Kunstzeitschriften
- Happening et Fluxus. In: Chroniques de l’art vivant, Nr. 16, Paris 1970/1971, S. 4–5.
- Vostell, l'âge du dé-collage. In: Chroniques de l’art vivant, Nr. 16, Paris 1970/1971, S. 6–7.
- happening & fluxus. In: Chroniques de l’art vivant, Nr. 16, Dezember 1970 – Januar 1971, S. 4.
- L'art à l'ère de TV. In: Chroniques de l’art vivant, Nr. 20, 1970, S. 14–16.
- Le petit Robert Filliou. In: Chroniques de l’art vivant, Nr. 18, März 1971, S. 20.
- Bernhard Schultze ou l'univers labyrinthique. In: Chroniques de l’art vivant, Nr. 17, 1971, S. 14–15.
- Depuis deux ans, une organisation culturelle installée dans une arrière-cour d'Aix-la-Chapelle.... In: Chroniques de l’art vivant, Nr. 17, 1971, S. 2.
- L'art à l'ère de la T.V. In: Chroniques de l’art vivant, Nr. 20, 1971, S. 8–11.
- Daniel Spoerri: descente initiatique aux cuisines. In: Chroniques de l’art vivant, Nr. 21, Juni 1971, S. 11–12.
- Une institution exemplaire... La Kestner-Gesellschaft. In: Chroniques de l’art vivant, Nr. 26, 1971, S. 12–13.
- Une école de la vision. In: Chroniques de l’art vivant, Nr. 32, 1971, S. 4–9.
- Les machines volantes. In: Chroniques de l’art vivant, Nr. 20, 1971, S. 20.
- Jean (Gérard Régnier dit) Clair, Irmeline Lebeer: Documenta? Une enquête sur la réalité. In: Chroniques de l’art vivant, Nr. 32, 1972, S. 2–8.
- Larry Bell ou la sensibilité de Los Angeles. In: Chroniques de l’art vivant, Nr. 28, 1972, S. 10–12.
- Hanne Darboven: le chiffre défonctionnalisé. In: Chroniques de l’art vivant, Nr. 28, 1972, S. 10.
- Ô mélancolie, Aigre château des Aigles. In: Chroniques de l’art vivant, Nr. 35, 1972, S. 20–21.
- Günter Saree. In: L'Art vivant, Nr. 54, Paris 1974, S. 14–16.
- Le grand jeu de Étinne Martin. In: Chroniques de l’art vivant, Nr. 48, Paris 1974, S. 6–9.
- Joseph Beuys. In: Les Cahiers du musée national d'Art moderne, Nr. 4, 1980, S. 170–193.
- Robert Filliou ou l’art de rendre la vie plus intéressante que l’art. In: Art Press, Nr. 86, November 1984, S. 26–29.
- Daniel Spoerri. In: Künstler – Kritisches Lexikon der Gegenwartskunst. Edition der Verlage Weltkunst und Bruckmann, München 1991.
- Le trip to Cumberland. In: Robert Filliou. The Secret of Permanent Creation. Les Presses du réel, Dijon 2016, ISBN 978-88-6749-261-9.

## Werke
- mit Ernst Goldschmidt und Paul Kohl: Seit 45. Die Kunst unserer Zeit. Band I–II. La Connaissance, Brüssel 1970–1972.
- mit Paul Lebeer: Seit 45. Die Kunst unserer Zeit. Band III: Dokumentation. La Connaissance, Brüssel 1972.
- L’art? C’est une meilleure idee! Entretiens, 1972–1984. Édition Jacqueline Chambon, Paris 1998, ISBN 978-2-87711-120-1.